# エピタフ・レコード
エピタフ・レコード（Epitaph Records）は、アメリカ合衆国カリフォルニア州ロサンゼルスに本拠を構えるインディペンデントのパンク・ロック・レコードレーベル。名称はキング・クリムゾンのアルバム『クリムゾン・キングの宮殿』に収められた曲「エピタフ（墓碑銘）」から採られた。

## 概要
バッド・レリジョンのブレット・ガーヴィッツが、バッド・レリジョンのアルバムをリリースするために、一軒家を買い取って1981年に設立した。なお、1987年にリリースしたL7のアルバム『L7』が、バッド・レリジョン以外のバンドの最初のリリースアルバムである。
当初は小さなレーベルであったが、1994年にオフスプリングが出したアルバム『スマッシュ』と低価格で発売したオムニバス『パンク・オー・ラマ - PUNK-O-RAMA - 』が大ヒット。他のレコード会社もこぞって低価格オムニバスを発売し、リスナーを増やすことに成功した。またこれ以外にも無償でプロモーションビデオをインターネット上で配布しており、そのことについて日本のメディアなどに紹介されたことがある。オフスプリング、NOFX、ランシド、ペニーワイズなどのパンク・バンドを輩出し、多数のパンク・バンドが所属する巨大なインディーズレーベルへと変貌した。だが、当初のスタイルは崩さず、未だに一軒家でWebサイト・ラジオ・音楽編集などを行っている。ちなみに裏庭ではいつでもパーティーが行えるようになっている。

## 主な所属バンド（過去に所属していたバンドも含む）
- セイオシン Saosin
- アグノスティック・フロント Agnostic Front
- アレサナ Alesana
- オール All
- アーキテクツ Architects
- バッド・レリジョン Bad Religion
- ブリング・ミー・ザ・ホライズン Bring Me The Horizon
- コンヴァージ Converge
- ダウン・バイ・ロー Down By Law
- ドワーヴス Dwarves
- エスケイプ・ザ・フェイト Escape The Fate
- ガス・ハファー Gus Huffer
- H2O
- ザ・ゴースト・インサイド　The Ghost Inside
- ザ・ハイヤー　The Higer
- ハンパーズ The Humpers
- アイ・アム・ゴースト　I Am Ghost
- L7
- リンダ・リンダズ The Linda Lindas
- マッドボール Madball
- マッチブック・ロマンス　Matchbook Romance
- モーション・シティ・サウンドトラック Motion City Soundtrack
- ミレンコリン Millencolin
- NOFX
- ニュー・ファウンド・グローリー New Found Glory
- オフスプリング The Offspring
- パークウェイ・ドライブ Parkway Drive
- ペニーワイズ Pennywise
- プリー Pulley
- ランシド Rancid
- シング・イット・ラウド　Sing It Loud
- スリーピング・ウィズ・サイレンス "Sleeping with Sirens"
- ソーシャル・ディストーション Social Distortion
- テン・フット・ポール Ten Foot Pole
- タイガー・アーミー Tiger Army
- ヴードゥー・グロウ・スカルズ Voodoo Glow Skulls
- ウェイン・クレイマー Wayne Kramer
- ウィーザー Weezer

## 傘下レーベル
- ヘルキャット・レコード Hellcat Records
- アンタイ・レコード Anti- Records
- ファット・ポッサム・レコード Fat Possum Records
- Burning Heart Records
- Heart & Skull Records
- Climax Record Internatinal